# Ethiopisch Volksrevolutionair Democratisch Front
Het Ethiopisch Volksrevolutionair Democratisch Front (Amhaars: የኢትዮጵያ ሕዝቦች አብዮታዊ ዲሞክራሲያዊ ግንባር, Engels: Ethiopian People's Revolutionary Democratic Front; EPRDF) was een Ethiopisch politiek partijenverbond tussen verschillende regionale partijen. Het federatieve Front fungeerde op landelijk niveau als één politieke partij en leverde de huidige Ethiopische premier, Abiy Ahmed, tot deze op 1 december 2019 het federatieve partijenverbond omvormde tot een nieuwe landelijke partij. Het Front was een verbintenis tussen vier verschillende regionale groepen: de Democratische Partij van Oromië, de Democratische Partij van Amhar, de Democratische Beweging van de Yedebub Hizboch en het Volksbevrijdingsfront van Tigray, dat de feitelijke leiding nam van het Front. De partij leidde de interim-regering nadat in 1991 de strijd tegen de Dergue van de dictator Mengistu Haile Mariam was gewonnen.
Die strijd vond plaats onder leiding van Meles Zenawi, die na de overwinning ook aan het hoofd stond van de interim-regering. Onder zijn leiding werd Eritrea in 1993 onafhankelijk en in 1995 vonden de eerste verkiezingen plaats, waarna Zenawi verder kon als premier. Na de verkiezingen van mei 2000 had de partij 327 van de 527 zetels in bezit.

## Verkiezingen van 2005
De verkiezingen van mei 2005 won het Front ook, maar volgens de oppositie zou dit niet eerlijk zijn gegaan en de uitslag werd door de oppositie niet geaccepteerd. De internationale gemeenschap (zoals waarnemers van de Europese Unie) was ook kritisch over deze verkiezingen en zag grote onregelmatigheden bij de verkiezingen. Alhoewel deze onregelmatigheden niet volgens diezelfde waarnemers zouden hebben geleid tot een overwinning van de oppositie. De verkiezingscommissie van Ethiopië verklaarde echter dat de zittende regering de verkiezingen had gewonnen. Dit leidde tot demonstraties van de oppositiepartijen en bevolking en uiteindelijk tot gewelddadigheden: tijdens confrontaties met de politie in juni en in november 2005 vielen honderden dodelijke slachtoffers. Op 2 november 2005 werden veel oppositieleden gearresteerd. Uiteindelijk besloot de oppositie toch deel te nemen aan de regering, alhoewel hun leiders nog gearresteerd waren.
Op 1 december 2019 werd het Ethiopisch Volksrevolutionair Democratisch Front ontbonden en richtte drie van de vier partijen een nieuwe, gezamenlijke partij op, de Welvaartspartij. In de fusie gingen ook partijen uit andere regio's van Ethiopië op.